# Maria Kharenkova
Maria Aleksandrovna Kharenkova (en russe : Мария Александровна Харенкова) est une gymnaste artistique russe née le 29 octobre 1998 à Rostov-sur-le-Don.

## Palmarès

### Championnats du monde
- Nanning 2014
  -  médaille de bronze au concours par équipes

### Championnats d'Europe
- Montpellier 2015
  -  médaille d'argent au concours général individuel

- Sofia 2014
  -  médaille d'or à la poutre [2]
  -  médaille de bronze au concours par équipes